# Tirpitzøya
Tirpitzøya (Dansk: Tirpitzøen) er en ubeboet ø som er en del af arkipelaget Svalbard. Den er placeret i Barentshavet i Ishavet og er en del af den lille øgruppe Kong Karls Land. Tirpitzøya er 3.3 km lang og imellem 200 og 500 meter bred. Fra november til juni er havet omkring øen frosset til is. Øerne på Kong Karls Land har den største population af isbjørne på Svalbard.
Tirpitzøya ligger cirka 295 km nordøst for Longyearbyen og 80 km sydøst for øen Nordaustlandet. Kongsøya ligger 15 km nord for Tirpitzøya, kun adskilt af Breibukta.
"Helgolandexpeditionen" opkaldte Tirpitzøya i 1898 efter den tyske storadmiral Alfred von Tirpitz.
I 1973 blev øen en del af Nordaust-Svalbard naturreservat.